# 24/7 (альбом GusGus)
| Оценки критиков  | Оценки критиков |
| Источник         | Оценка          |
| ---------------- | --------------- |
| Drowned In Sound | [ 1 ]           |
| Pitchfork Media  | (6.9/10)        |
| PopMatters       | [ 3 ]           |
| The Phoenix      | [ 4 ]           |

24/7 это седьмой студийный альбом группы GusGus. Он был выпущен 14 сентября 2009 на немецком лейбле Kompakt. Интересен тот факт, что первоначальная дата выхода альбома была назначена 6 июля 2009 года, однако, лейбл задержал выпуск.
Первый сингл был «Add This Song», был выпущен 22 июня 2009 года, вместе с ремиксами от Lopazz & Zarook, Gluteus Maximus, Patrick Chardronnet и Klovn.
Начиная с 4 сентября 2009 года, произошла утечка альбома, которая распространилась на различные интернет-блоги и форумы. 19 октября 2009 года «Thin Ice» был выпущен в качестве второго сингла.

## Список композиций
| №  | Название                          | Длительность |
| -- | --------------------------------- | ------------ |
| 1. | «Thin Ice»                        | 8:24         |
| 2. | «Hateful»                         | 9:37         |
| 3. | «On The Job»                      | 10:50        |
| 4. | «Take Me Baby» (feat. Jimi Tenor) | 3:58         |
| 5. | «Bremen Cowboys»                  | 7:52         |
| 6. | «Add This Song»                   | 11:36        |